# Моктар Уан
Моктар Уан (11 жовтня 1955 , Бамако )(фр. Moctar Ouane) — малійський політичний, державний і дипломатичний діяч. Міністр закордонних справ та міжнародного співробітництва Республіки Малі (травень 2004 — квітень 2011). Перехідний прем'єр-міністр Малі 27 вересня 2020 — 24 травня 2021

## Біографія
Випускник Французької Національної школи адміністрації.
- 1982—1986: радник Генерального секретаря уряду Малі
- 1986: керівник Відділу угод і міжнародних конвенцій в міністерстві закордонних справ
- 1986—1988: дипломатичний радник прем'єр-міністра
- 1988—1990: керівник управління Генерального секретаря Президії.
- 1990—1991: дипломатичний радник президента Муси Траоре і перехідного очільника держави Амаду Тумані Туре (1991—1992)
- 1992: дипломатичний радник прем'єр-міністра уряду Малі
- 1994—1995: політичний радник міністра закордонних справ
- 7 вересня 1995 — 27 вересня 2002: постійний представник Малі при ООН
- вересень 2000 — грудень 2001: голова Ради Безпеки Організації Об'єднаних Націй
- 2003—2004: директор-посол міжнародного співробітництва
- 2 травня 2004—2011: міністр закордонних справ і міжнародного співробітництва Республіки Малі в урядах Усмана Іссуфу Маїга (2004) і Модібо Сідібе (2007 і 2009)
- січень 2014: дипломатичний радник західноафриканського економічного та валютного союзу
- 27 вересня 2020 року перехідний президент Ба Ндау, який обійняв посаду 25 вересня внаслідок військового заколоту 18 серпня, призначив Уана перехідним прем'єр-міністром Малі[1]

Вільно володіє англійською, баманською, фульською і французькою мовами.